# Thornburghiella elbana
Thornburghiella elbana är en tvåvingeart som först beskrevs av Sarà 1958.  Thornburghiella elbana ingår i släktet Thornburghiella och familjen fjärilsmyggor. Inga underarter finns listade i Catalogue of Life.